# Daniel Gilard
Pour les articles homonymes, voir Gilard.
Daniel Gilard, né le 21 août 1949 à Riaillé et disparu en mer le 23 octobre 1987, est un expert maritime devenu un marin navigateur de régates au grand large en solitaire et en équipage.

## Palmarès
- 1977 : vainqueur de la 1re édition de la Mini Transat sur le bateau de série Serpentaire Petit Dauphin[1]